# سرای قیصریه
سرای قیصریه مربوط به دوره قاجار است و در تربت حیدریه، سمت راست خیابان فردوسی جنوبی، پ ۶۵ واقع شده و این اثر در تاریخ ۱۲ تیر ۱۳۸۴ با شمارهٔ ثبت ۱۲۰۰۱ به‌عنوان یکی از آثار ملی ایران به ثبت رسیده است.